# الغواصة الألمانية يو-755
غواصة يو-755 غواصة يو بوت ألمانية من غواصة الفئة السابعة سي بنيت لسلاح بحرية ألمانيا النازية كريغسمارينه، في أحواض كريكسمارينفيفت خلال الحرب العالمية الثانية.

## التصميم
كانت إزاحة الغواصة يو-755 تبلغ 769 طناً عند السطح و871 طناً أثناء الغوص. كان طولها الإجمالي 67.10 م، وطول هيكل الغواصة 50.50 م، وبعرض 6.20 م، وارتفاع 9.60 م، وغاطس 4.74 م. تم تزويد الغواصة بالطاقة بواسطة محركي ديزل بضاغط عنفي فائق من طراز F46 رباعي سداسي الأسطوانات من طراز جيرمانياويرفت، ينتج قوة إجمالية تتراوح بين 2800 و3200 حصان للاستخدام على سطح الماء، ومحركين كهربائيين من طراز (بالإنجليزية: Garbe, Lahmeyer & Co. RP 137/c) ينتجان قوة إجمالية قدرها 750 حصان للاستخدام تحت الماء، ولها عمودان ومراوحتان بطول 1.23 متر، وكانت الغواصة قادرة على العمل في عمق يصل إلى 230 متر. 

## تاريخ الخدمة
دخلت الغواصة يو-755 الخدمة في ديسمبر 1942، ونفذت ثلاث دوريات قتالية في البحر المتوسط.
في مايو 1943، تم إغراقها من قبل طائرات بريطانية قرب صقلية.